# Käthe Leichter
Käthe Leichter   (Viena, 20 d'agost de 1895 - centre d'extermini de Bernburg, 17 de març de 1942) va ser una economista austríaca, activista, periodista i política dels drets de les dones. Va ser membre del partit socialdemòcrata d'Àustria i de la cambra obrera vienesa. Va ser detinguda al Camp de concentració de Ravensbrück durant el règim nazi i assassinada per gas al Centre d'Eutanasia de Bernburg el 1942. Era germana de la compositora i music-terapeuta Vally Weigl.

## Joventut
Era la segona filla d'una parella jueva, l'advocat Josef Pick (1849, Náchod –1926) i la seva dona Charlotte "Lotte" Rubinstein (1871, Galați –1939). La seva germana gran era la compositora i musicoterapeuta austroamericana Vally Weigl .
Käthe es va graduar a la "Beamten-Töchter-Lyceum" el 1914 i posteriorment va començar a estudiar ciències polítiques a la Universitat de Viena. Com que, en aquell moment, les dones austríaques no tenien permís de graduar-se, es va traslladar a la universitat alemanya Heidelberg el 1917; es va graduar el juliol de 1918 abans de tornar a Viena per completar dos semestres més a la universitat.

## Carrera política
Leichter es va implicar en el "Wiener Jugendbewegung" (Moviment Juvenil Vienès), una organització radical d'esquerres, estudiant anterior a l'esclat de la Primera Guerra Mundial, i més tard va ser membre del "Partischüler-Bildungsverein Karl Marx" (Associació Karl Marx per al partit Scholars and Education), grup marxista dels membres del Partit Socialdemòcrata d'Àustria (SDAPÖ) que es van oposar a la guerra. Quan es va fundar la República d'Àustria el 1918 i com a primera de les dones austríaques graduades en ciències polítiques en especialitzar-se en economia, es va incorporar a la "Reichswirtschaftskommission der Arbeiterräte" (Comitè Econòmic Estatal dels Consells Obrers), "Sozialisierungskommission" (Comitè Estatal per a la Socialització de la Indústria) i la "Zentralverband für Gemeinwirtschaft" (Organització Central de Béns i Empreses Públiques), a més de treballar per al Ministeri d'Hisenda.
Leichter es va incorporar al "Frauenreferat der Wiener Arbeiterkammer" (Departament de Dones de la Cambra Obrera Institucionalitzada de Viena) el 1925 i va dirigir el departament fins al 1934. Va ser elegida al "Betriebsrat der Wiener Arbeitkammer" (Comitè de Treballadors de la Cambra de Treballadors Institucionalitzada vienesa) el 1932. Va publicar articles i informes basats en dades estadístiques que es van reunir sobre el treball de les dones a Àustria, i també va donar conferències, cursos i programes de ràdio per defensar els drets de les dones. Va argumentar la igualtat de remuneració, la contractació de més dones a l'administració social i les oportunitats laborals per a dones amb formació universitària.

## Vida personal
Es va casar amb Otto Leichter, un company socialista i periodista, el 1921. Va donar a llum el seu primer fill, Heinz, el 1924 i el seu segon, Franz, el 1930.

## Persecució política i mort
Quan el SDAPÖ es va prohibir a Àustria el febrer de 1934, Leichter es va incorporar a la "Revolutionäre Sozialisten" (socialistes revolucionaris), una organització socialista subterrània que s'havia format com a resposta a la prohibició del partit. Ella i el seu marit Otto van emigrar a Zürich a l'exili durant sis mesos el 1934, però van tornar a Viena quan va ser elegida la càtedra d'educació dels socialistes revolucionaris. Va escriure fullets antifeixistes i va publicar articles a l'estranger sota els pseudònims de Maria Mahler i Anna Gärtner. Després que el Partit Nazi va envair Àustria en l'Anschluss de 1938, va intentar fugir d'Àustria amb la seva família; Tot i que la seva família va escapar, Leichter va ser arrestada per la mateixa Gestapo a Viena el 30 de maig de 1938 i posteriorment empresonada. Va ser enviada al camp de concentració de Ravensbrück el 1940 i va ser assassinada per gas al Centre d'Eutanasia de Bernburg a principis de 1942. Una urna al "Feuerhalle Simmering" plena de terra del camp de concentració de Ravensbrück serveix del seu cenotafi a Viena.

## Llegat
Käthe Leichter-Gasse, té un carrer del districte de Hietzing de Viena, va rebre el nom de Leichter el 1949.
 Un premi anual que concedeix el govern austríac a una historiadora també es diu a la memòria de Leichter. La historiadora austríaca-americana Gerda Lerner va escriure que Leichter 
| « | "Personifica els ideals més alts del feminisme: l'activitat de tota la vida en nom de totes les dones, però especialment de les dones de classe treballadora; la convicció que les reformes socials només són només si serveixen els interessos de les dones i dels homes. una lluita sense compromís contra el feixisme i el nacionalsocialisme, que li va costar la vida." | » |